# Monte Castello (Alpi Apuane)
Il Monte Castello (chiamato dagli abitanti del posto semplicemente Castello) è una montagna facente parte del complesso montuoso di Montalto, lungo la catena montuosa delle Alpi Apuane, in Versilia, Toscana. Presso questo monte si trova il paesino di Retignano e alle pendici dello stesso le frazioni di Ruosina e Iacco, del comune di Stazzema.
La vetta più alta si trova a circa 600 metri sopra il livello del mare e vi è posta una croce, eretta negli anni settanta del secolo scorso, come da tradizione sulle altre cime delle Apuane.

## Storia
Il Monte Castello si trova al centro della vallata versiliese, da cui è possibile ammirare gran parte delle frazioni dello stazzemese, le Alpi Apuane e la costa tirrenica. Per la sua posizione strategica nel corso dei secoli fu più volte sfruttato come rocca di avvistamento, tant'è vero che l'etimologia del suo nome potrebbe proprio derivare da alcune fortificazioni costruite lungo i suoi versanti.
Fu inizialmente abitato dai Liguri Apuani e poi dai Romani, che vi fondarono il paese di Retignano nel 177 a.C..
Nel corso del Cinquecento-Seicento, durante la dominazione dei Medici in Versilia, diversi "Casottini delle Guardie" furono costruiti a Retignano, presso questo monte, in modo che le guardie suonassero un corno in caso di avvistamento di flotte nemiche in avvicinamento dalla costa, cosicché le popolazioni della vallata potessero correre al riparo al più presto.
In occasione del venerdì Santo, ogni tre anni i paesani erigono quattordici croci sul Monte Castello, simbolo delle quattordici stazioni della Via Crucis, in occasione della processione luminaria di "Gesù Morto".

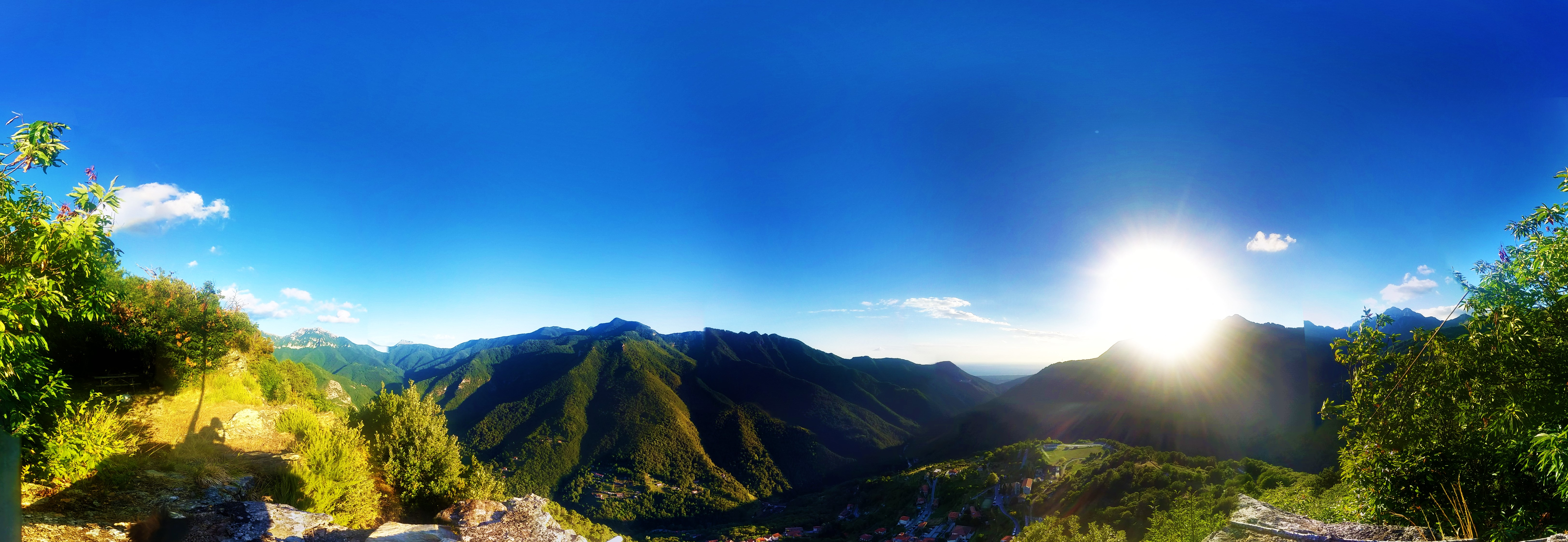
La vista panoramica dalla vetta del monte Castello, Retignano